# Epitope
Epitope, hay còn gọi là yếu tố quyết định kháng nguyên (antigenic determinant) là vị trí cấu trúc trên một phân tử kháng nguyên có thể phản ứng với một kiểu cấu trúc hóa học của phân tử kháng thể hoặc phân tử thụ thể,trong máu hoặc trên tế bào miễn dịch. kích thước một phân tử đơn vị epitop có thể nhỏ chỉ bao gồm một vài phân tử đường hoặc như hapten chúng nằm sâu trong hốc của các vị trí kết hợp kháng nguyên. Một kháng nguyên có thể có một hoặc nhiều epitop do có nhiều epitop nên kháng nguyên có thể gây phản ứng chéo giữa các kháng nguyên có cùng 1 epitop hay 1 epitop cũng có thể có 2 kháng thể phản ứng đặc hiệu. song giữa các phản ứng khác nhau đó có thể có ái lực liên kết khác nhau do cấu trúc phân tử không gian các liên kết khác nhau. Thường thì phân tử kháng nguyên càng lớn thì thường càng có nhiều epitop
Epitope là một phần của protein sinh miễn dịch có thể được hệ thống miễn dịch nhận ra. Các peptit có thể được nhận biết bởi các thụ thể của tế bào T sau khi một kháng nguyên cụ thể đã được xử lý nội bào, liên kết với ít nhất một phân tử MHC và được biểu hiện trên bề mặt của tế bào trình diện kháng nguyên dưới dạng phức hợp MHC-peptit.
Đa số các epitope có thể coi là các bề mặt ba chiều có thể khớp với các bề mặt Kháng thể
Epicope đề cập đến mục tiêu cụ thể mà một kháng thể riêng lẻ liên kết với.
Khi một kháng thể liên kết với một protein, nó không liên kết với toàn bộ protein có chiều dài đầy đủ. Thay vào đó, nó liên kết với một đoạn của protein đó được gọi là epitope. Nói chung, một epitope có chiều dài khoảng năm hoặc sáu axit amin. Vì vậy, một chuỗi protein có chiều dài đầy đủ điển hình thực sự chứa nhiều biểu mô khác nhau mà các kháng thể có thể liên kết. Và, đối với bất kỳ trình tự protein nhất định nào, thông thường người ta sẽ thấy rằng nhiều kháng thể duy nhất sẽ nhận ra protein. Mỗi kháng thể này liên kết với một epitope cụ thể nằm trên protein đó.
Liên kết giữa kháng thể và epitope xảy ra tại vị trí liên kết kháng nguyên, được gọi là paratope và nằm ở đầu của vùng biến đổi trên kháng thể. Chiếc dù này chỉ có khả năng liên kết với một loại epitope duy nhất.

## Lịch sử (phát hiện)
Trong nửa đầu thế kỷ 20, một loạt các khám phá khoa học đã giải thích rằng miễn dịch qua trung gian kháng thể là nền tảng của phản ứng miễn dịch đặc hiệu. Kể từ lần đầu tiên được sử dụng làm công cụ nghiên cứu nhãn miễn dịch vào đầu những năm 1970, công nghệ kháng thể đã được cải thiện rất nhiều và kháng thể đã trở thành công cụ quan trọng cho hầu hết các lĩnh vực nghiên cứu khoa học sự sống. Nguyên tắc cơ bản của bất kỳ kỹ thuật hóa miễn dịch nào là một kháng thể cụ thể sẽ kết hợp với kháng nguyên cụ thể của nó để tạo ra phức hợp kháng thể-kháng nguyên độc quyền. Trong các trang tiếp theo, chúng ta sẽ thảo luận về bản chất của liên kết này và việc sử dụng liên kết mạnh mẽ và cụ thể này như một thẻ phân tử để nghiên cứu.

## VềEpitope[4][5]
Biểu mô là một phần của kháng nguyên mà hệ thống miễn dịch của vật chủ nhận ra, tạo ra phản ứng miễn dịch đối với mầm bệnh xâm nhập. Nó liên kết đặc biệt với thụ thể kháng nguyên tương ứng trên tế bào miễn dịch (chẳng hạn như tế bào B) và liên kết chỉ xảy ra nếu các cấu trúc bổ sung.Một khi epitope và thụ thể liên kết với nhau trong sự kết hợp giống như câu đố này, việc sản xuất kháng thể sẽ được kích thích. Các kháng thể này được nhắm mục tiêu cụ thể đến các biểu mô liên kết với các thụ thể kháng nguyên. Theo cách này, epitope cũng là vùng của kháng nguyên được nhận biết bởi kháng thể cụ thể, sau đó loại bỏ kháng nguyên khỏi cơ thể vật chủ sau khi liên kết với nó. Vùng trên kháng thể liên kết với epitope được gọi là paratope.Nhiều kháng nguyên có một số biểu mô riêng biệt trên bề mặt của chúng. Mỗi loại biểu mô này có thể tương tác với các thụ thể kháng nguyên khác nhau trên các tế bào miễn dịch. Huyết thanh của một người được chủng ngừa thường chứa một hỗn hợp các kháng thể có thể liên kết với các biểu mô khác nhau trên bề mặt của kháng nguyên. Các kháng thể nhắm mục tiêu với cùng một epitope có thể có các khả năng khác nhau để liên kết với nó.Các epitope cũng được coi là yếu tố quyết định kháng nguyên. Nó thường là một loại protein không tự thân. Tuy nhiên, trong trường hợp mắc các bệnh tự miễn dịch, các trình tự trong               vật chủ có thể được hệ thống miễn dịch công nhận là các biểu mô. Các biểu bì thường có chiều dài khoảng năm hoặc sáu axit amin.
Nhiều kháng nguyên có nhiều loại biểu mô khác nhau trên bề mặt của chúng. Mỗi epitope có khả năng phản ứng với một thụ thể kháng nguyên tế bào B khác nhau. Ngoài ra, huyết thanh của người hoặc động vật được miễn dịch thường chứa một hỗn hợp các kháng thể, tất cả đều có khả năng kết hợp với cùng một kháng nguyên nhưng có các biểu mô khác nhau xuất hiện trên bề mặt của kháng nguyên. Hơn nữa, các kháng thể liên kết với cùng một epitope thường có các khả năng khác nhau để liên kết với epitope đó.
Có thể có hai hoặc nhiều kháng nguyên khác nhau có chung một biểu mô. Trong những trường hợp này, các kháng thể nhắm mục tiêu đến một kháng nguyên có thể phản ứng với tất cả các kháng nguyên khác mang cùng một epitope. Những kháng nguyên như vậy được gọi là những kháng nguyên phản ứng chéo.

## Ánh xạ biểu tượng tế bào T
https://immumap.com/t-cell-epitope-mapping/ Lưu trữ ngày 8 tháng 12 năm 2021 tại Wayback Machine

## Vị trí
Vị trí nhỏ trên một kháng nguyên mà một kháng thể bổ sung có thể liên kết đặc biệt được gọi là một yếu tố quyết định kháng nguyên hoặc biểu mô. Đây thường là một đến sáu monosaccharide hoặc năm đến tám gốc axit amin trên bề mặt của kháng nguyên. Vì các phân tử kháng nguyên tồn tại trong không gian, nên các epitope được nhận biết bởi kháng thể có thể phụ thuộc vào sự hiện diện của cấu trúc kháng nguyên ba chiều cụ thể (ví dụ, một vị trí duy nhất được hình thành do sự tương tác của hai vòng protein hoặc tiểu đơn vị bản địa). Đây được biết đến như là một biểu tượng cấu trúc. Các epitope cũng có thể tương ứng với một trình tự tuyến tính đơn giản của các axit amin và các epitop như vậy được gọi là các epitop tuyến tính.Phạm vi các vị trí liên kết có thể có trên phân tử đích (kháng nguyên) là rất lớn, với mỗi vị trí liên kết tiềm năng có các đặc tính cấu trúc riêng của nó bắt nguồn từ liên kết cộng hóa trị, liên kết ion, tương tác ưa nước và kỵ nước. Thật vậy, điều này có những phân nhánh quan trọng đối với sự lựa chọn và hoạt động của kháng thể. Để xảy ra tương tác hiệu quả giữa kháng nguyên đích và kháng thể, thì phải có sẵn các epitope để gắn kết.Nếu phân tử đích bị biến tính, ví dụ, thông qua sự cố định, giảm, thay đổi pH hoặc trong quá trình chuẩn bị cho điện di trên gel, thì biểu mô có thể bị thay đổi và điều này có thể ảnh hưởng đến khả năng tương tác với kháng thể của nó. Ví dụ, một số kháng thể không hiệu quả trong Western blotting (WB) nhưng lại thích hợp cho các ứng dụng hóa mô miễn dịch (IHC), bởi vì, trong quy trình IHC, một vị trí kháng nguyên phức tạp có thể được duy trì trong mô, trong khi trong quy trình WB, quy trình chuẩn bị mẫu làm thay đổi cấu trúc protein đủ để phá hủy vị trí kháng nguyên, và do đó loại bỏ liên kết kháng thể.

## Các loạiEpitope[6]
Có ba loại biểu mô: hình dạng, tuyến tính và không liên tục. Sự phân loại này dựa trên cấu trúc của chúng và sự tương tác của chúng với dây của kháng thể. Các biểu mô phù hợp được hình thành thông qua sự tương tác của các gốc axit amin bị ngắt kết nối với nhau. Số lượng các biểu mô cấu trúc không được biết.Các biểu mô tuyến tính không chỉ được xác định bởi cấu trúc chính của chúng (trình tự các axit amin) mà còn bởi các chất tồn tại khác. Các gốc axit amin xa hơn của kháng nguyên cũng như những gốc nằm bên cạnh cấu trúc chính ảnh hưởng đến cấu trúc ba chiều của biểu mô tuyến tính.Các biểu mô liên tục bao gồm các phần của protein được liên kết với nhau bằng cách gấp protein chứ không phải gần nhau trong cấu trúc. Lớp epitope này có thể chứa cả phần cấu trúc và phần tuyến tính. Dữ liệu từ các nghiên cứu khác nhau đã cung cấp bằng chứng rằng hầu hết sự gắn kết kháng nguyên-kháng thể xảy ra tại các vị trí epitope không liên tục. Các kháng thể bảo vệ (ví dụ, những kháng thể trong vắc xin) đặc biệt dựa vào điều này.Tế bào T và B cung cấp phản ứng miễn dịch học dựa trên trí nhớ cụ thể về mầm bệnh. Các biểu mô tế bào B là một phần của kháng nguyên mà các kháng thể hoặc globulin miễn dịch liên kết với. Các biểu mô tế bào T được tìm thấy trên bề mặt của một tế bào trình diện kháng nguyên và được liên kết với các phân tử phức hợp tương thích mô lớn. Epitopes có thể phản ứng chéo.

### mô tế bào B ( Epiope cell B)
Các biểu mô tế bào B tương tác trực tiếp với mIgs trên bề mặt của tế bào B và không cần xử lý kháng nguyên cho những tương tác này. Kết quả là, các thụ thể của tế bào B có thể liên kết các kháng nguyên trong các cấu trúc ban đầu của chúng. Đây là lý do tại sao các kháng thể được tạo ra chống lại các protein bản địa thường nhận ra 'các biểu mô không liên tục', các yếu tố quyết định kháng nguyên bao gồm các axit amin cách xa nhau trong trình tự chính nhưng lại gần nhau trong các cấu trúc gấp lại. Các kháng nguyên có thể gợi ra phản ứng của tế bào B khá đa dạng; chúng có thể là protein, lipid, cacbohydrat hoặc các phân tử nhỏ (ví dụ: asenat, trinitrophenol). Điều này trái ngược với hầu hết các biểu mô tế bào T thường là các đoạn peptit ngắn. Bản chất đa dạng của các kháng nguyên tế bào B làm cho việc dự đoán trước các biểu mô tế bào B rất khó.Tương tự, các kháng thể được tạo ra chống lại các protein bị biến tính hoặc các kháng nguyên peptit tổng hợp thường nhận ra 'các biểu mô liên tục (tuần tự)' và không thể nhận ra các protein tương ứng trong cấu trúc bản địa của chúng. Liên kết kháng nguyên với mIgs trên tế bào B gây ra một dòng tín hiệu dẫn đến kích hoạt tế bào B. Việc kích hoạt tế bào B có thể cần hoặc không cần sự trợ giúp của tế bào T. Các kháng nguyên cần sự trợ giúp của tế bào T để kích hoạt tế bào B là các kháng nguyên phụ thuộc vào tuyến ức (phụ thuộc vào T). Các kháng nguyên có thể kích thích tế bào B mà không cần sự trợ giúp của tế bào T là kháng nguyên không phụ thuộc vào tuyến ức (T-độc lập). Phần lớn các kháng nguyên protein phụ thuộc vào T, trong khi hầu hết các kháng nguyên không phụ thuộc T là các phân tử cao phân tử với các yếu tố quyết định kháng nguyên lặp đi lặp lại. Ví dụ về kháng nguyên không phụ thuộc T bao gồm các sản phẩm vi sinh vật như polysaccharid và protein cao phân tử.Đầu tiên, các kháng nguyên của tế bào B phụ thuộc T liên kết với mIgs trên bề mặt của tế bào B. Sau khi liên kết, các kháng nguyên này được nội bào hóa bằng quá trình nội bào qua trung gian thụ thể hoặc bằng quá trình chuyển hóa pinocytosis không đặc hiệu. Khi ở trong tế bào, các protein này vẫn nằm trong các ngăn có mụn nước và không bị trộn lẫn với các protein trong tế bào chất. Các protein nội hóa này được xử lý bởi các protease lysosome để giải phóng các đoạn peptit mà sau đó liên kết với các phân tử MHC lớp II. Các phức hợp peptide – MHC này sau đó nổi lên trên bề mặt của tế bào B, nơi chúng tương tác với các TCR cụ thể trên bề mặt của tế bào trợ giúp T (tế bào T CD4). Tương tác MHC-peptide-TCR dẫn đến giải phóng cytokine từ tế bào T để trực tiếp tăng sinh và trưởng thành tế bào B. Các tế bào B được hoạt hóa cuối cùng sẽ biệt hóa thành các tế bào plasma, tế bào này đã mở rộng rất nhiều tế bào chất và mạng lưới nội chất rộng rãi và hoàn toàn dành cho việc sản xuất các kháng thể. Các yếu tố quyết định kháng nguyên (biểu mô tế bào B) có liên quan đến liên kết ban đầu với các thụ thể tế bào B thường không giống với các yếu tố quyết định (biểu mô tế bào T) tương tác với MHC và TCR. Tuy nhiên, các biểu mô tế bào B và tế bào T này có thể được bản địa hóa thành các vùng chồng chéo trên các protein kháng nguyên.
Các kháng nguyên của tế bào B không phụ thuộc vào T kích hoạt tế bào B bằng cách liên kết chéo các thụ thể trên bề mặt. Nếu không có sự trợ giúp của tế bào T, các tế bào B này không trải qua quá trình chuyển đổi lớp gen immunoglobulin và do đó các kháng thể được tạo ra chủ yếu là IgM. Ngược lại, các phản ứng của kháng thể đối với kháng nguyên phụ thuộc T thường trưởng thành để chứa một tỷ lệ IgG lớn hơn với ái lực cao hơn với kháng nguyên.

#### Tóm lại
Xác định các biểu mô tế bào B là một bước cơ bản để phát triển vắc xin dựa trên biểu mô, kháng thể điều trị và các công cụ chẩn đoán. Các kháng thể dựa trên Epitope hiện là loại dược phẩm sinh học hứa hẹn nhất. Trong thập kỷ trước, việc phân tích sâu và phân loại silico của các biểu mô được xác định bằng thực nghiệm đã kích thích sự phát triển của các thuật toán để dự đoán biểu tượng. Gần đây, nhiều công cụ silico khác nhau được sử dụng trong nỗ lực dự đoán biểu mô tế bào B dựa trên dữ liệu trình tự và / hoặc cấu trúc. Mục tiêu chính của việc xác định epitope là thay thế một kháng nguyên trong quá trình chủng ngừa, sản xuất kháng thể và chẩn đoán huyết thanh. Việc xác định chính xác các biểu mô tế bào B vẫn còn đặt ra những thách thức lớn đối với các nhà miễn dịch học. Những tiến bộ trong lập bản đồ biểu mô tế bào B và dự đoán tính toán đã mang lại những hiểu biết phân tử về quá trình nhận biết sinh học và hình thành phức hợp kháng nguyên-kháng thể, có thể giúp định vị các biểu mô tế bào B chính xác hơn. Trong bài báo này, chúng tôi đã xem xét một cách toàn diện các phương pháp thử nghiệm hiện đại để nhận dạng biểu mô tế bào B, cơ sở dữ liệu hiện có cho các biểu tượng và tài nguyên silico mới và các công cụ dự đoán có sẵn trực tuyến. Chúng tôi cũng đã xây dựng các xu hướng mới trong dự đoán epitope dựa trên kháng thể. Mục đích của tổng quan này là để hỗ trợ các nhà nghiên cứu xác định các biểu mô tế bào B.
Bằng chứng tiếp tục được tích lũy ủng hộ giả thuyết rằng tổn thương mô trong quá trình đáp ứng miễn dịch có thể dẫn đến việc hình thành các tế bào lympho T và / hoặc B tự phản ứng, bất kể độ đặc hiệu của sự xúc phạm ban đầu. Bài đánh giá này sẽ tập trung chủ yếu vào sự lây lan của epitope ở cấp độ tế bào T. Hiểu được cơ sở tế bào và phân tử của việc biểu mô lây lan trong các bệnh mãn tính khác nhau qua trung gian miễn dịch ở người và các mô hình động vật của chúng là rất quan trọng để hiểu cơ chế bệnh sinh của những bệnh này và mục tiêu cuối cùng là thiết kế các phương pháp điều trị đặc hiệu với kháng nguyên.

### mô tế bào T ( Epiope cell T)[11]
Chúng tôi đã xem xét ở đây các nghiên cứu sử dụng peptit tổng hợp để phân tích một số đặc tính của biểu mô tế bào T. Một số kết luận chung có thể được rút ra. Đầu tiên, các biểu mô tế bào T thường có thể được xác định bằng trình tự tuyến tính của khoảng bảy axit amin. Tuy nhiên, nhận xét rằng việc tăng chiều dài peptit thường dẫn đến tăng hiệu lực kháng nguyên đã gợi ý rằng tính kháng nguyên có thể phụ thuộc chủ yếu vào khả năng của các peptit chấp nhận các cấu trúc thứ cấp thích hợp. Hai mô hình dự đoán biểu mô tế bào T chỉ dựa trên dữ liệu trình tự sơ cấp đã được thảo luận. Các nghiên cứu lý sinh về sự liên kết của các peptit với các phân tử Ia đã chỉ ra rằng các peptit kháng nguyên liên kết trực tiếp với Ia; bằng chứng cho thấy rằng mối liên kết nhị phân giữa Ia và peptit xảy ra trong trường hợp không có tế bào T cụ thể. Cuối cùng, một giả thuyết để giải thích quan sát rằng các tế bào B và tế bào T thường nhận ra các biểu mô riêng biệt trên các kháng nguyên đa định lượng đã được nghiên cứu.
MHC-peptit, được gọi là T- biểu mô tế bào. Những cá nhân có ít nhất một phân tử MHC có thể liên kết một cách khao khát nhất với trình tự axit amin gây dị ứng từ một chất gây dị ứng, đồng thời có dòng tế bào T thích hợp có thể nhận ra phức hợp MHC-peptit này, được cho là có xu hướng di truyền phản ứng dị ứng chống lại chất gây dị ứng đó. Khả năng này có thể được kiểm tra trong silico bằng cách sử dụng các kỹ thuật tính toán hiện đại dựa trên toán học và thống kê phức tạp. Các nguyên tắc thiết kế của các kỹ thuật này là khác nhau và do đó dự đoán của chúng sẽ có sự thay đổi. Các chương trình phần mềm sẵn có được phát triển trên cơ sở này có thể kết hợp số lượng ngày càng tăng và độ phức tạp của dữ liệu thí nghiệm sẵn có đã được tổ chức trong cơ sở dữ liệu tin học miễn dịch để dự đoán các biểu mô tế bào T có khả năng gây dị ứng. Tất cả các phương pháp dự đoán biểu mô tế bào T có liên quan có thể được truy cập trực tuyến dưới dạng phần mềm miễn phí.